# Wilhelm Neveling

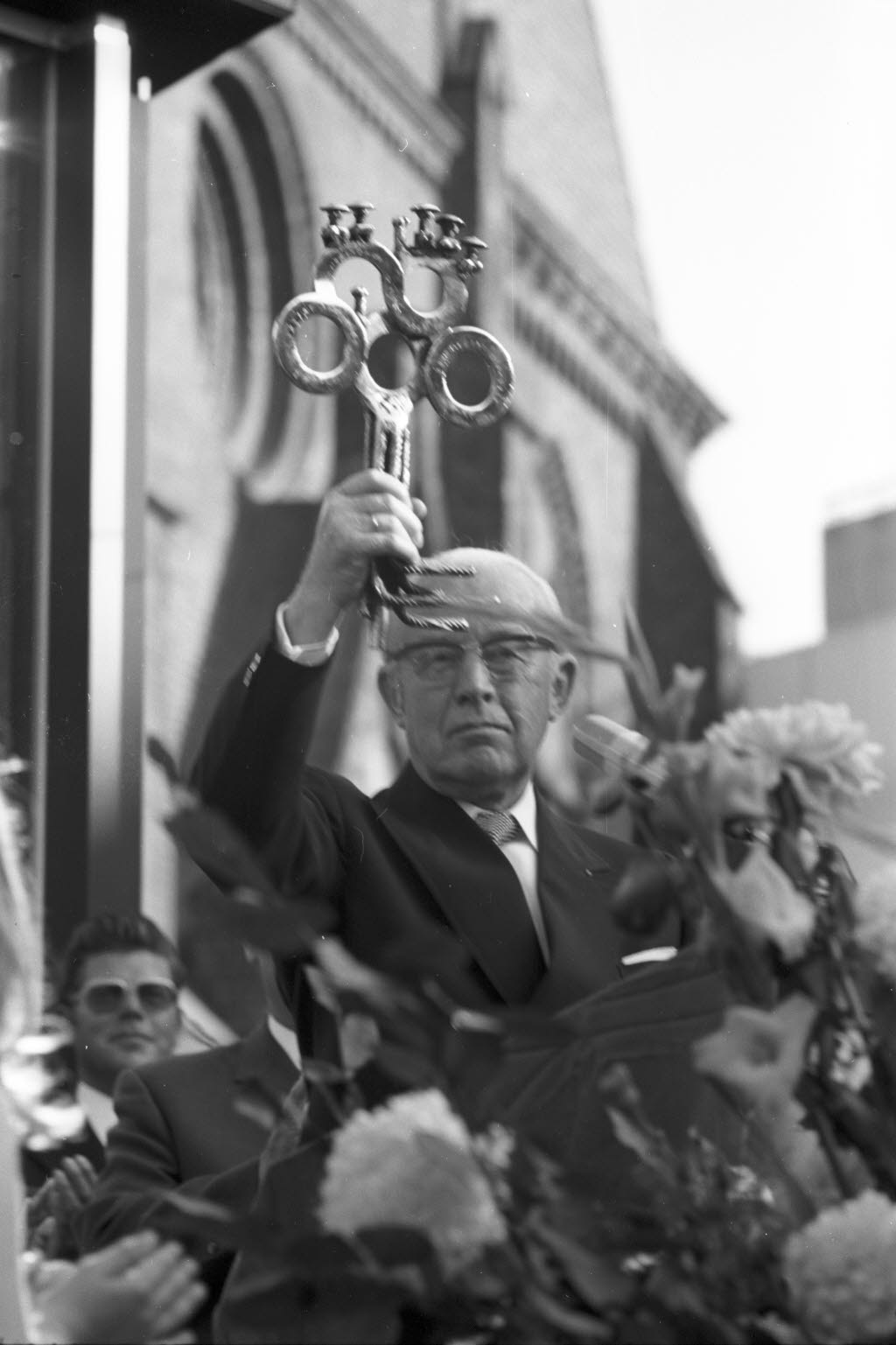
Wilhelm Neveling, 1972 in Kiel bei der Eröffnung des Alten Marktes nach der Umgestaltung

Wilhelm Neveling (* 15. März 1908 in Berlin; † 20. März 1978 in Kiel) war ein deutscher Architekt.

## Leben und Werk

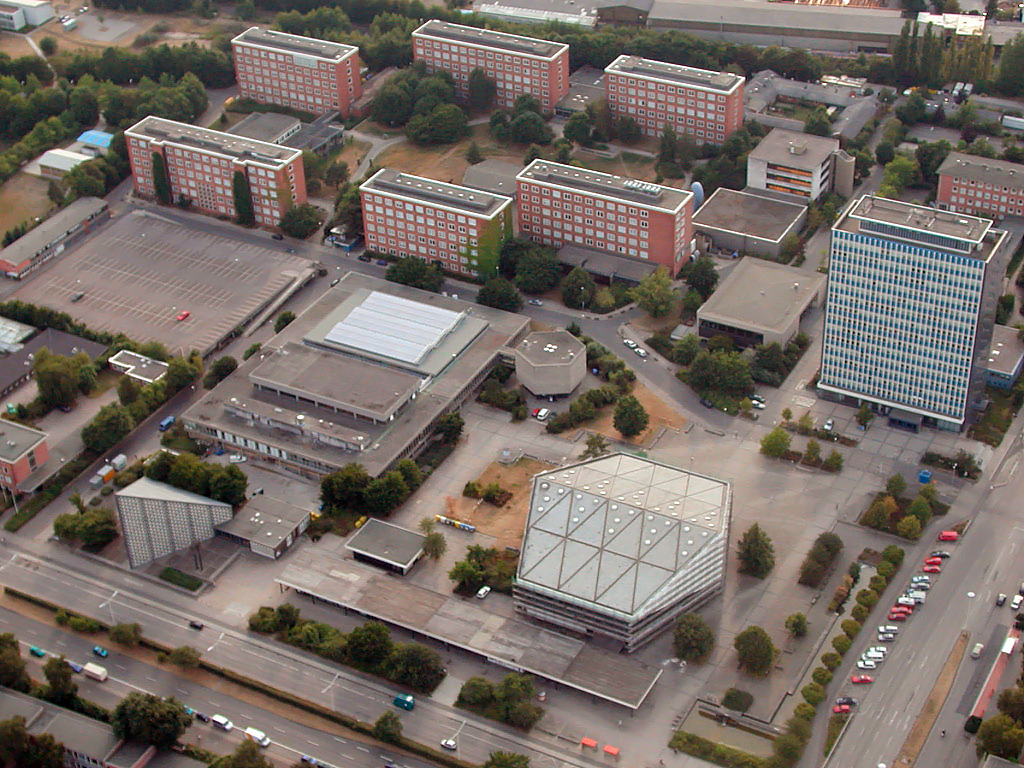
Audimax Kiel

Neveling studierte Kunstgeschichte, Geschichte und Germanistik an der Humboldt-Universität zu Berlin und danach Architektur an der Technischen Hochschule Berlin. Hier wurde er Mitglied des Corps Berolina. 
Nach dem Ende des Zweiten Weltkrieges wurde Neveling 1945 in Kiel-Holtenau aus der britischen Kriegsgefangenschaft entlassen. Nach einer Anstellung im Architekturbüro Otto Schnittger war Neveling seit 1949 als freischaffender Architekt in Kiel tätig. In dieser Tätigkeit hatte er nach dem Zweiten Weltkrieg einen bedeutenden Anteil am Wiederaufbau der Stadt Kiel. 
Zu seinen Werken in Kiel zählen das Howe-Haus in der Holstenstraße (1949), die Ostseehalle aus dem Jahr 1951, der Neubau der Industrie- und Handelskammer, das Auditorium maximum der Universität (zusammen mit dem Landesbauamt Kiel II), das Gebäude des schleswig-holsteinischen Sozialministeriums (mit Bernhard Voß und Landesbauamt Kiel I), die Anlagen am Oslokai und die Neugestaltung des Alten Marktes 1972. Dieses Projekt wurde anfänglich in Fachkreisen sehr positiv aufgenommen mittlerweile jedoch auch als Fehlplanung gewertet, weil es, so eine der jüngeren Kritiken, die historische Raumstruktur zerstört hätte und den öffentlichen Platz völlig der geschäftlichen Nutzung untergeordnet hätte.
Außerhalb Kiels entstanden nach seinen Plänen unter anderem das Kurmittelhaus in Lübeck-Travemünde, die inzwischen abgerissene Filiale der Landesbank Schleswig-Holstein (heute HSH Nordbank) in Lübeck, das Ostsee-Gymnasium Timmendorfer Strand und die Rhein-Mosel-Halle in Koblenz.
Auch als Erbauer von Dorfkirchen machte er sich einen Namen. Nach seinem Entwurf für das Kapellenbauprogramm entstanden in der 1960er Jahre mehrere Kapellen als zusätzliche Gottesdienstorte in Landgemeinden, deren Bevölkerung durch den Zuzug aus den ehemaligen deutschen Ostgebieten stark gewachsen war.

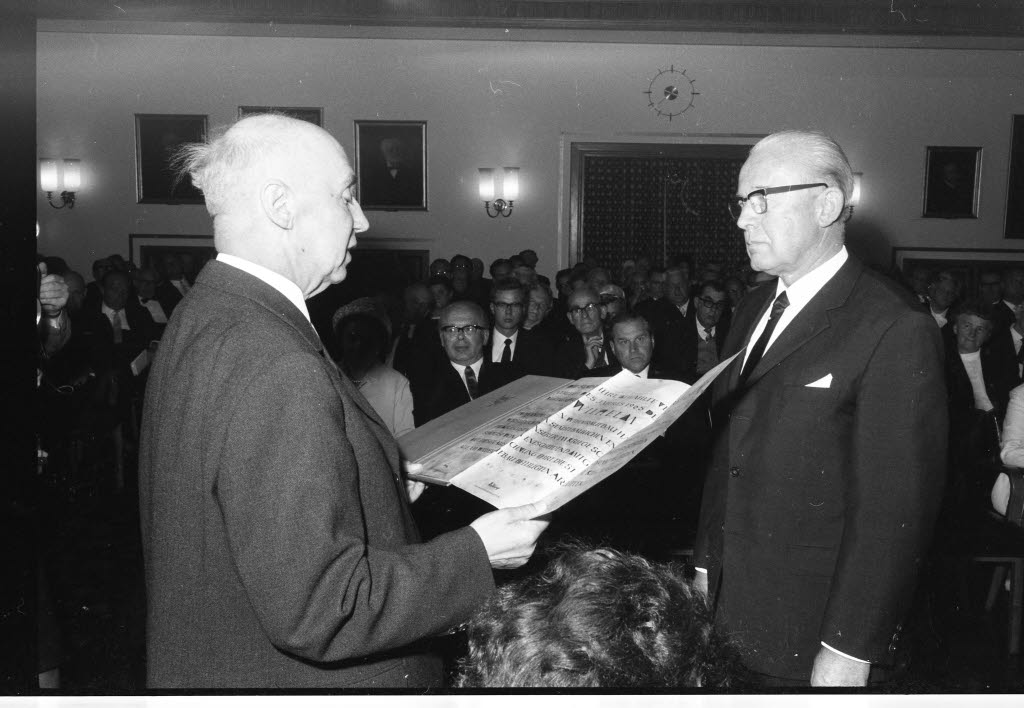
Im Kieler Ratssaal verleiht Oberbürgermeister Hans Müthling (links) den Kulturpreis an den Architekten Wilhelm Neveling (rechts).

Neveling war Mitglied im Bund Deutscher Architekten.

## Auszeichnungen
- 1936: Schinkelpreis.
- 1965: Kulturpreis der Stadt Kiel

## Bauwerke (Auswahl)

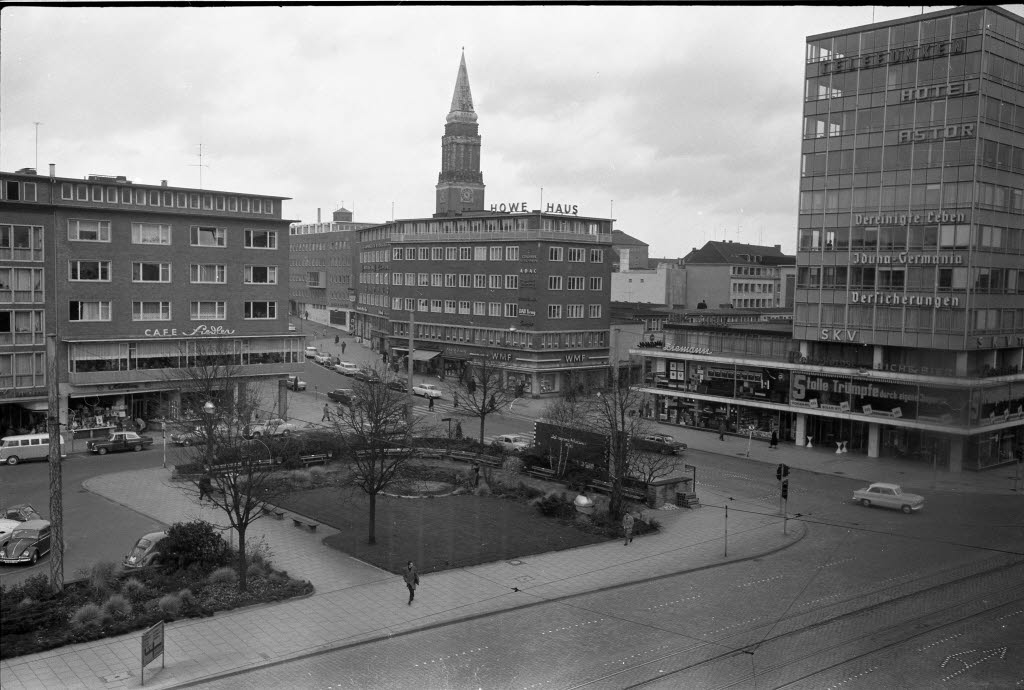
Howe-Haus (Mitte, 1949)
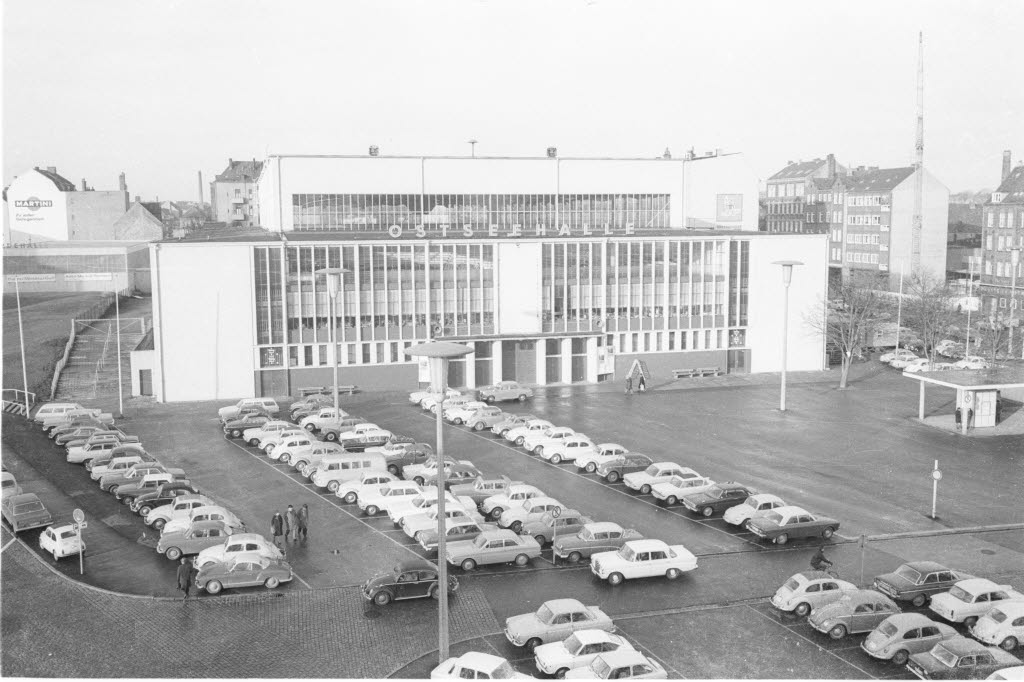
Ostseehalle (1951)
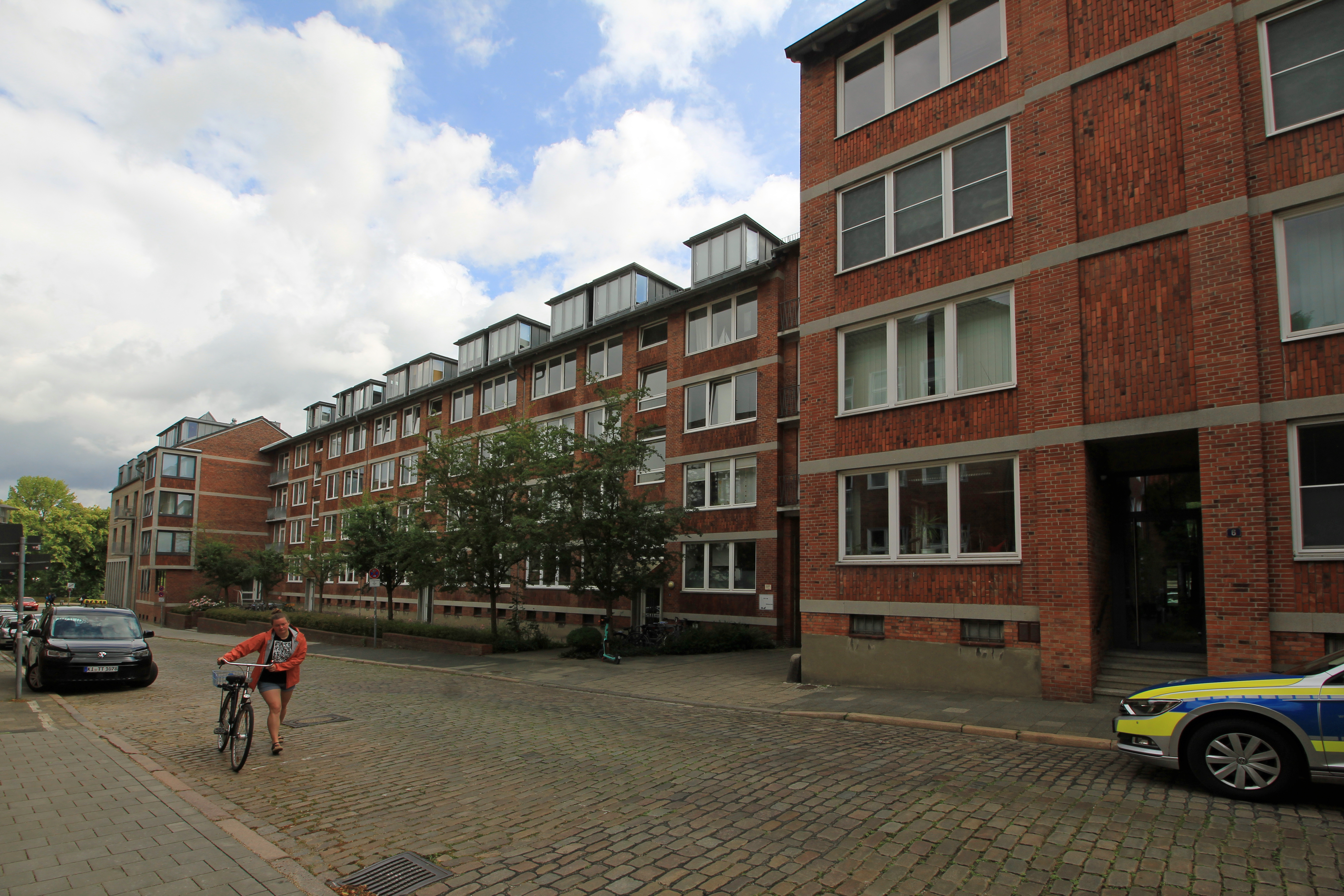
Mietwohnungsblock in der Falckstraße (1953/54)
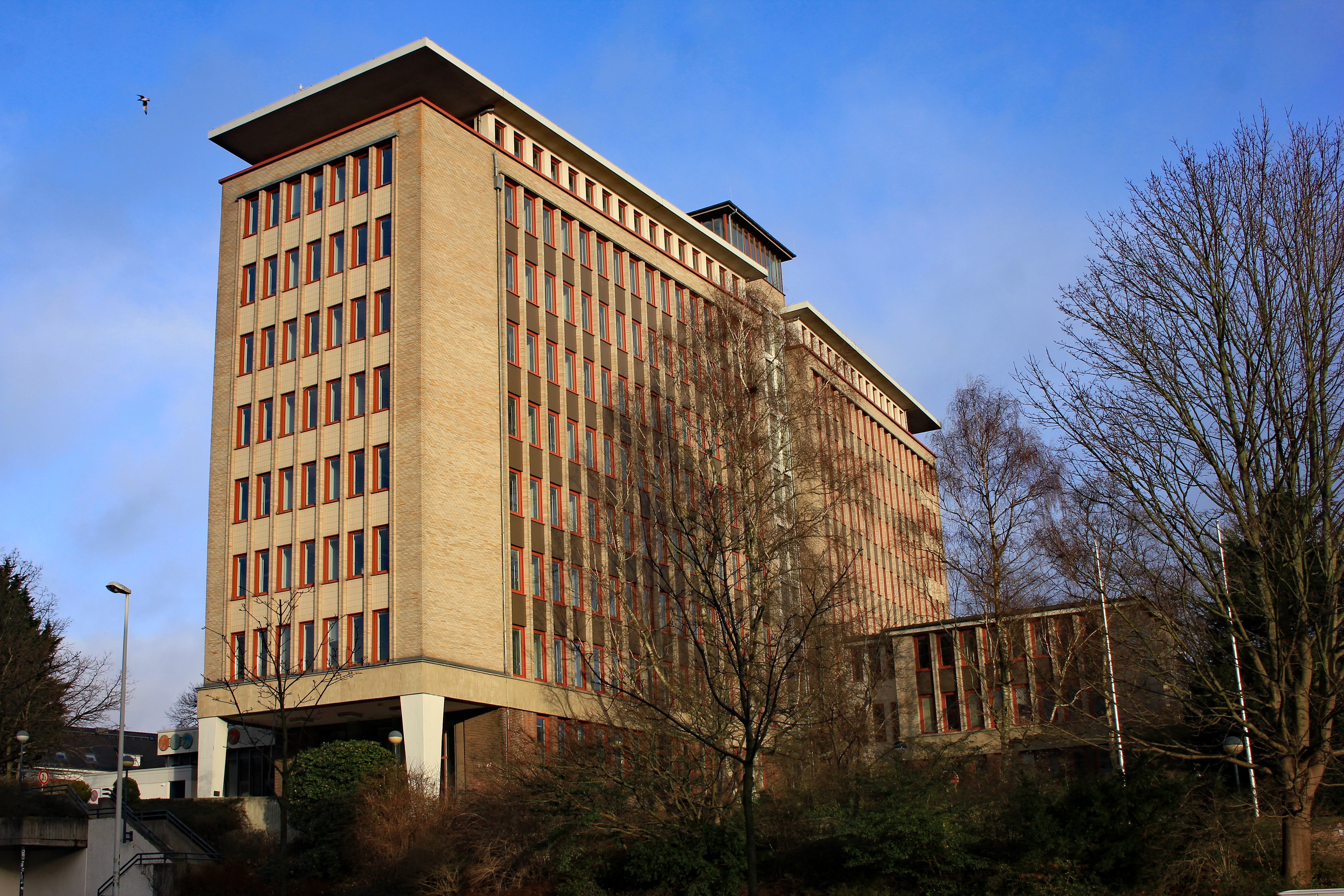
Ehemaliges Sozialministerium (um 1963)
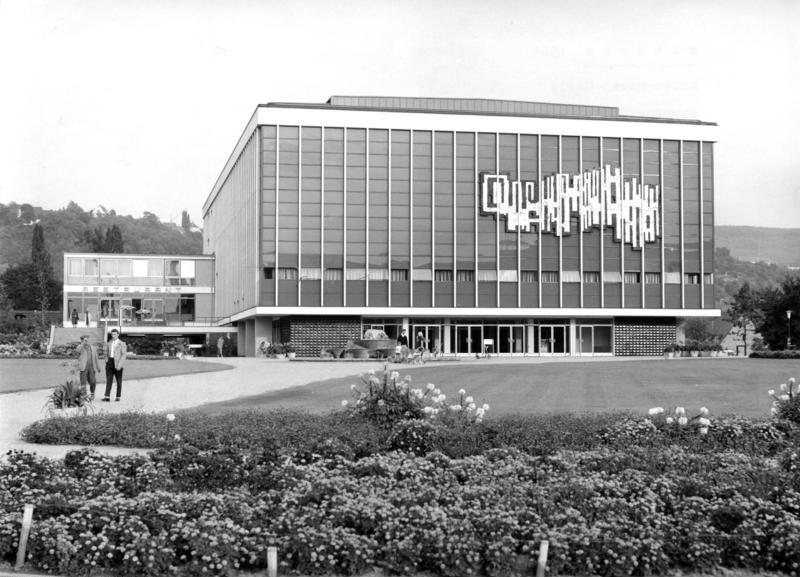
Rhein-Mosel-Halle in Koblenz (1964)
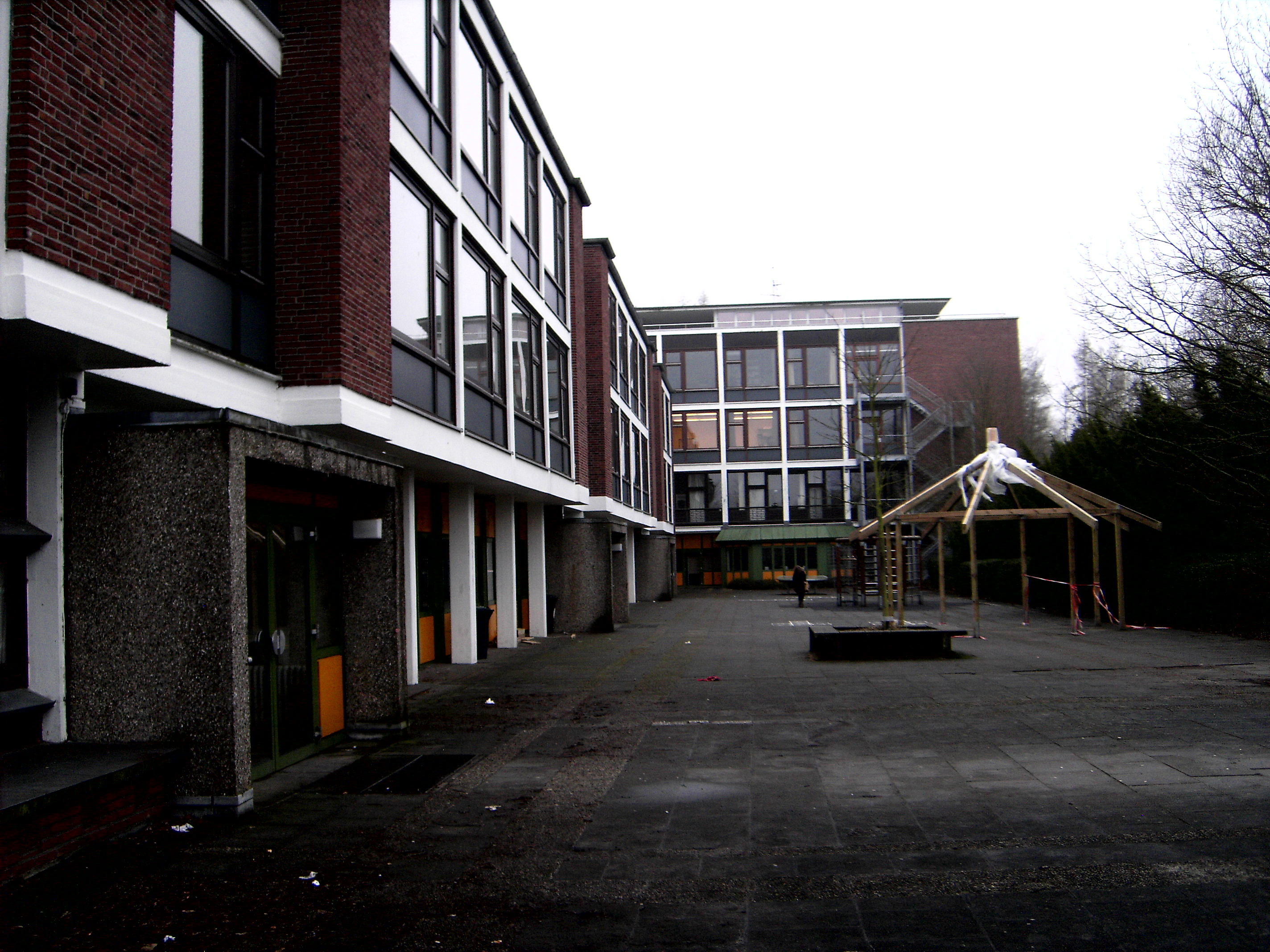
Nordhof des Ostsee-Gymnasiums Timmendorfer Strand (1961)
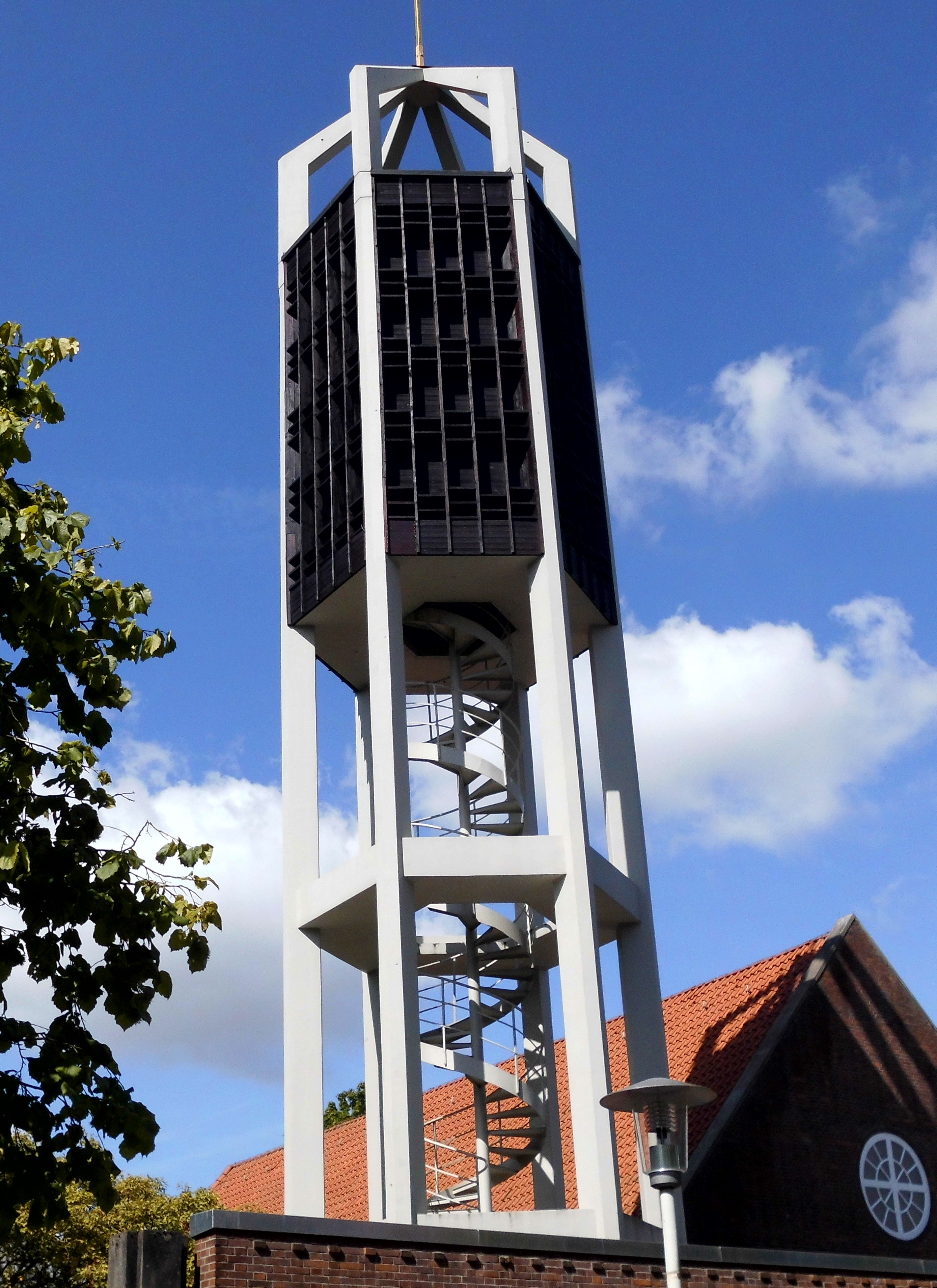
Glockenturm der Vicelinkirche (1965)
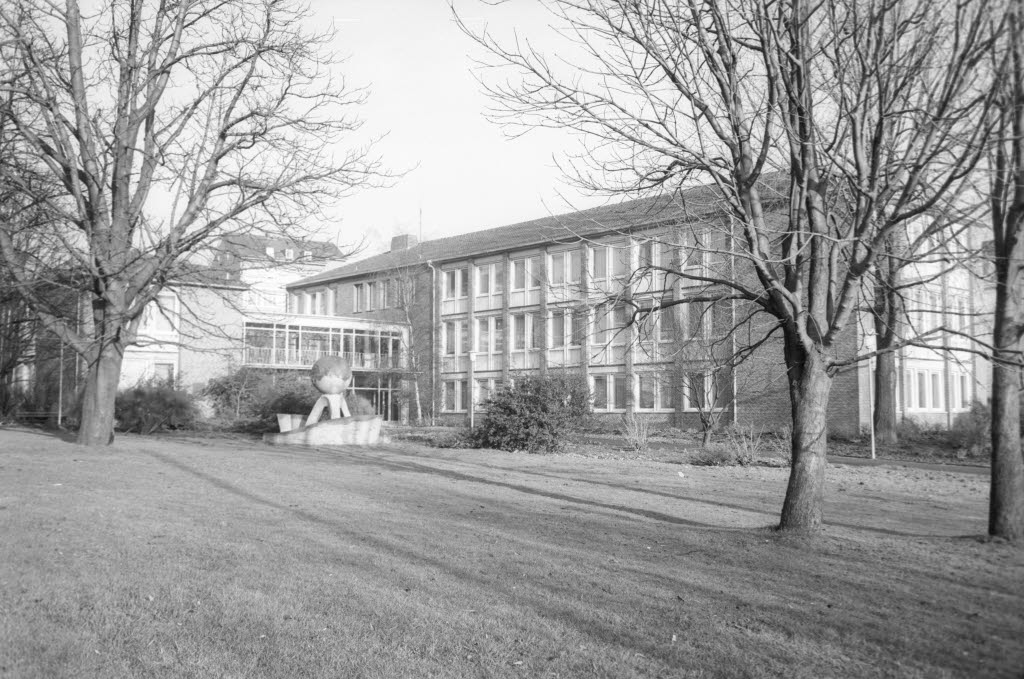

- Industrie- und Handelskammer zu Kiel (1970]
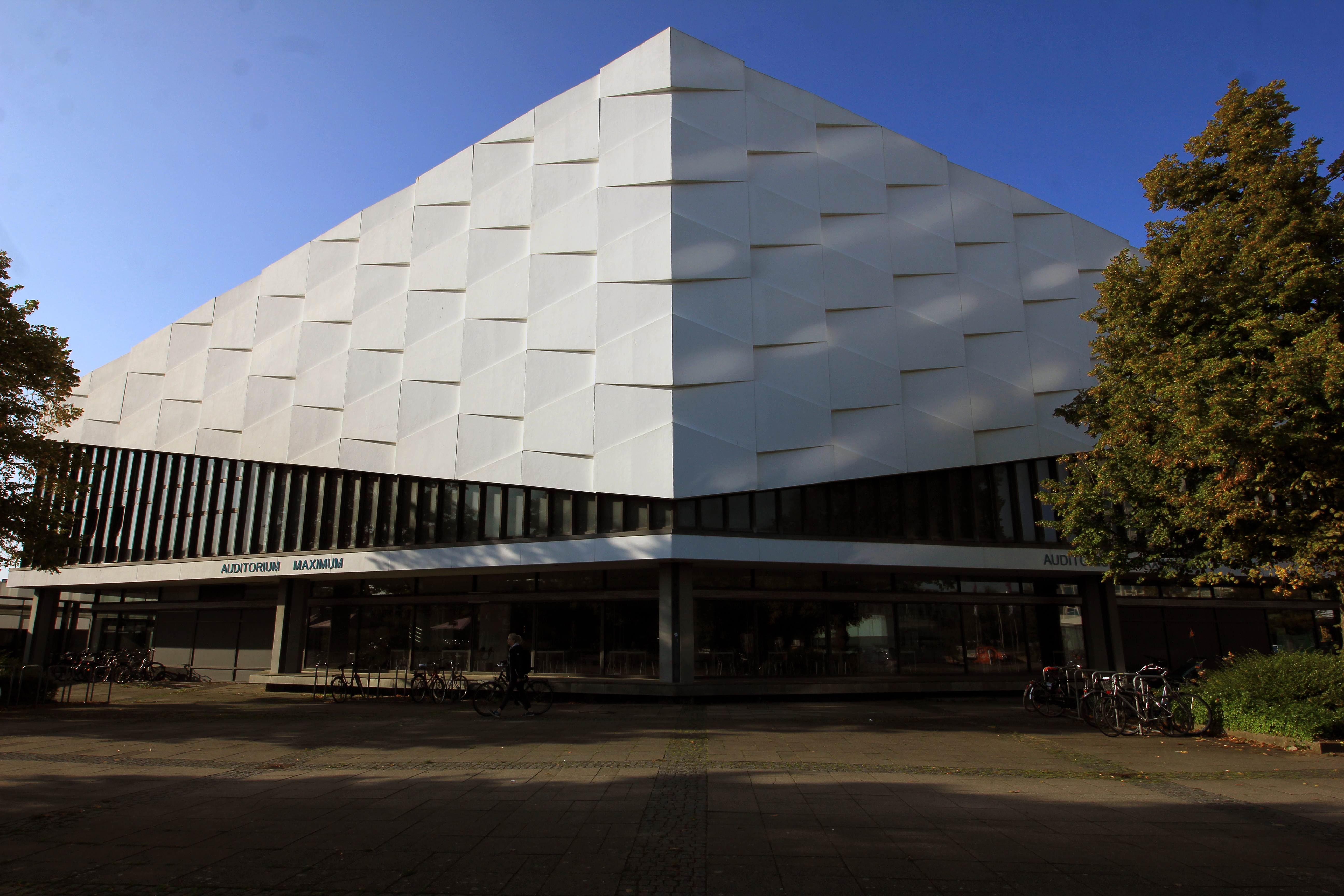
Audimax der Universität Kiel (1969)
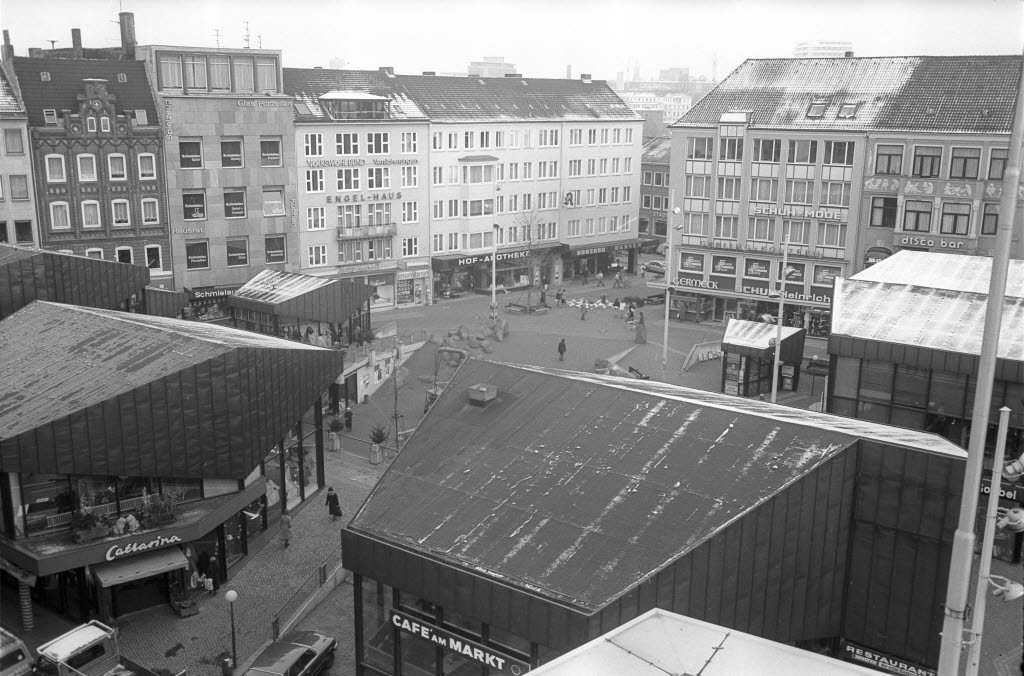
Alter Markt (1972)
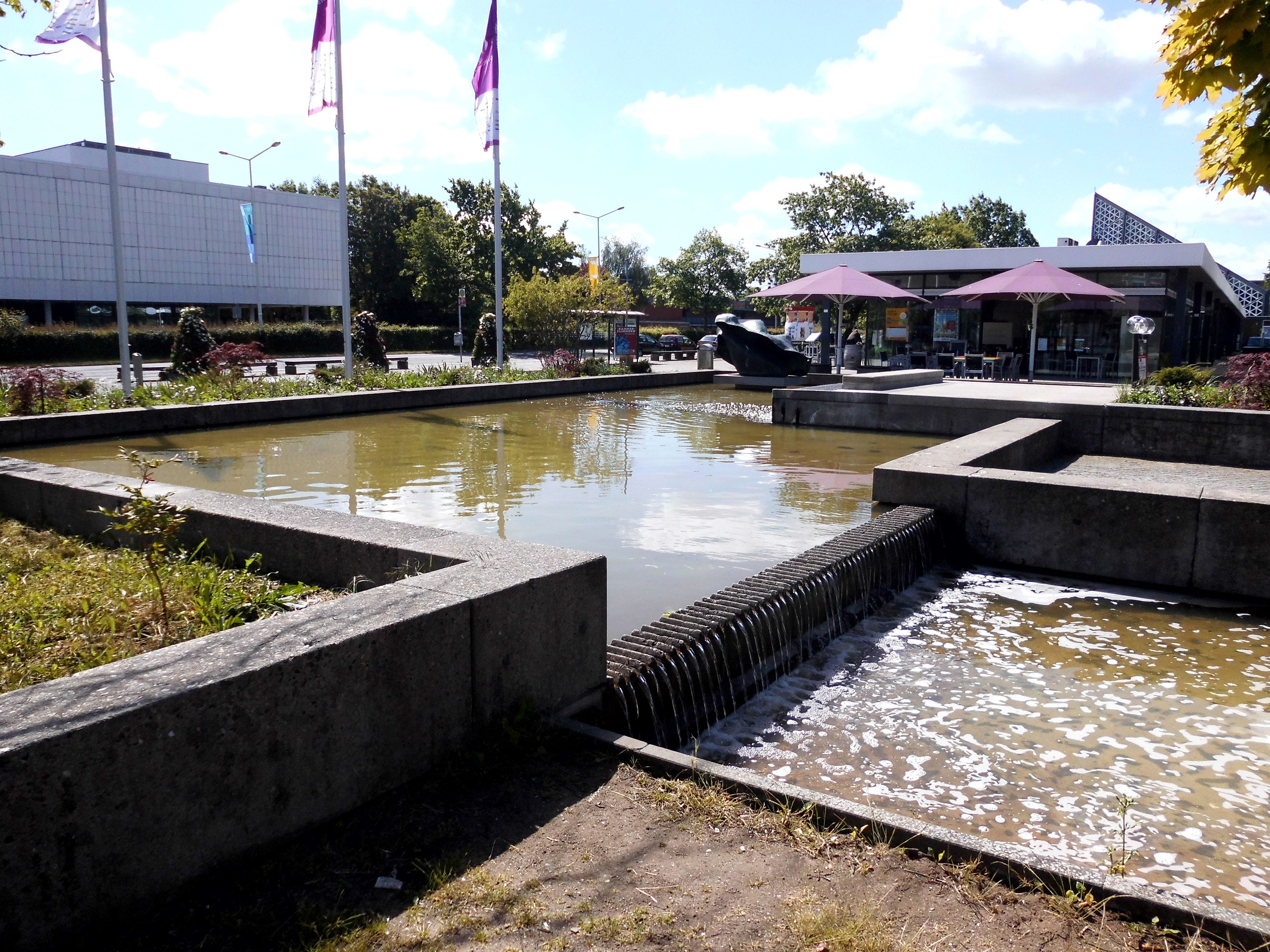
Christian-Albrechts-Platz (1972)